# Erste Schlacht am Bull Run
Hoke Run –
Blackburns Furt –
Erste Schlacht am Bull Run
Die Erste Schlacht am Bull Run, auch bekannt als Erste Schlacht bei Manassas, fand am 21. Juli 1861 statt und war die erste nennenswerte Landschlacht des Amerikanischen Bürgerkrieges. Sie endete mit einem Sieg der konföderierten Potomac-Armee unter Brigadegeneral P.G.T. Beauregard über die Army of Northeastern Virginia unter Brigadegeneral Irvin McDowell.
Der psychologisch wichtige Erfolg der konföderierten Truppen durchkreuzte die Pläne der Unionsregierung unter Präsident Abraham Lincoln, der Sezession der Südstaaten durch einen Vormarsch auf deren Hauptstadt Richmond ein schnelles Ende zu bereiten.

## Bezeichnungen der Schlacht
Die unterschiedlichen Bezeichnungen Erste Schlacht von Manassas und Erste Schlacht am Bull Run ergeben sich aus unterschiedlichen Namenskonventionen der Nordstaaten (Union) und der Südstaaten (Konföderation): Die Konföderation benannte Schlachten häufig nach der nächstgelegenen Stadt oder einem markanten Geländeteil, die Union nach dem nächstgelegenen Fluss oder Wasserlauf.

## Vorgeschichte
Präsident Abraham Lincoln ernannte Brigadegeneral Irvin McDowell zum Oberbefehlshaber der Army of Northeastern Virginia. McDowell war der Ansicht, zunächst nicht angreifen zu können, weil seine Truppen noch zu schlecht ausgebildet und zu unerfahren waren. Die Politiker wollten jedoch einen schnellen Sieg, der besonders den Druck auf die Hauptstadt verringern sollte. Argumente gegen einen voreiligen Einsatz der unerfahrenen Truppen wurden von Lincoln mit folgenden Worten abgetan: “You are green; the Rebels are green. You are all green alike” (deutsch: „Ihr seid unerfahren; die Rebellen sind unerfahren. Ihr seid alle gleichermaßen unerfahren“). McDowell wurde zum Angriff gezwungen.

## Schlachtverlauf

### Vorbereitung

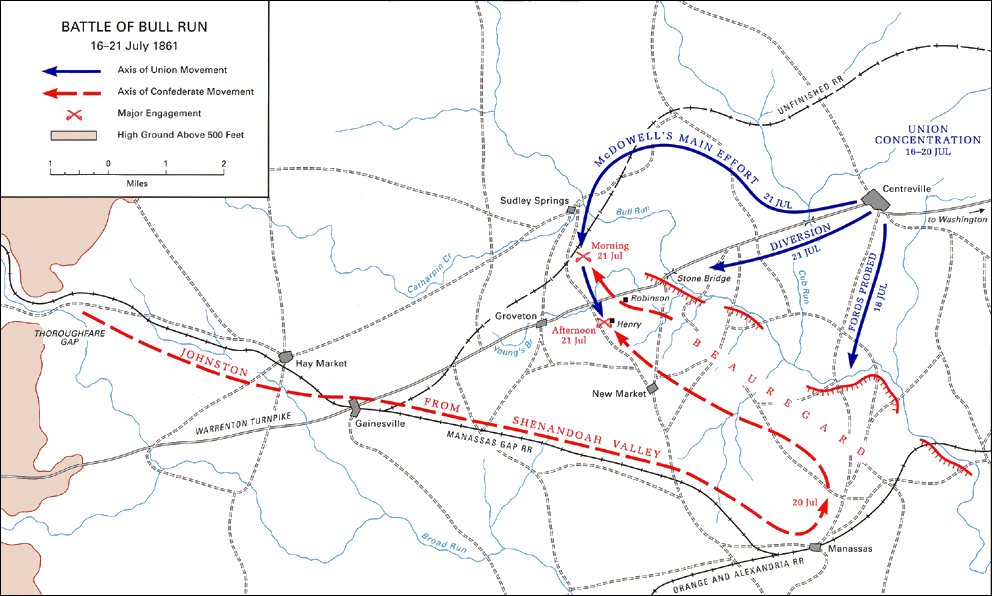
Plan der Schlacht am Bull Runrot: konföderierte Truppen
blau: Unionstruppen

McDowell plante, je einen Scheinangriff mit Brigadegeneral Daniel Tylers 1. Division auf die über den Bull Run führende Steinbrücke und mit der Brigade von Oberst Thomas A. Davies auf Blackburns Ford zu führen. Unter dem Schutz dieser Täuschungsmanöver sollte der Hauptangriff von den Brigadegenerälen David Hunter und Samuel P. Heintzelman gegen die linke Flanke der Konföderierten geführt werden. Sie sollten sich im großen Bogen am nördlichen Ufer des Bull Run bis zur Sudley Furt bewegen und dort den Fluss überqueren. Anschließend sollten sie im Morgengrauen einen Überraschungsangriff über das leicht ansteigende Plateau bis zum Henry Hill durchführen.
Dieser Plan scheiterte, weil viele Truppenführer noch nie Truppen in dieser Größenordnung geführt hatten, an daraus resultierenden Koordinationsproblemen und an der Unerfahrenheit der Soldaten. Die Flankenbewegung wurde auf sechs Kilometer geschätzt, war tatsächlich aber zwölf Kilometer lang. Zahlreiche Verzögerungen während des Marsches und die Ermüdung der Truppen ließen schließlich einen Angriff nicht vor 10:00 Uhr zu. Zusätzlich war Tylers Scheinangriff an der Steinbrücke über den Bull Run auf die rechte Flanke der Konföderierten zu schwach und erlaubte Oberst Nathan George „Shanks“ Evans, der über den Angriff auf die linke Flanke informiert worden war, die Regimenter der Brigade eine Meile nach Nordwesten zu verlegen, um den Unionstruppen dort entgegenzutreten.
Aber auch die Soldaten der Konföderierten waren unerfahren. Oberbefehlshaber der konföderierten Potomac-Armee war der Held von Fort Sumter, Brigadegeneral P.G.T. Beauregard. Er hatte das Stellungssystem südlich des Bull Run verstärkt und war bis zum 21. Juli durch drei Brigaden der Shenandoah-Armee verstärkt worden. Weitere Verstärkungen befanden sich noch auf dem Eisenbahntransport vom Shenandoahtal.

### Angriff der Union über die Flanke

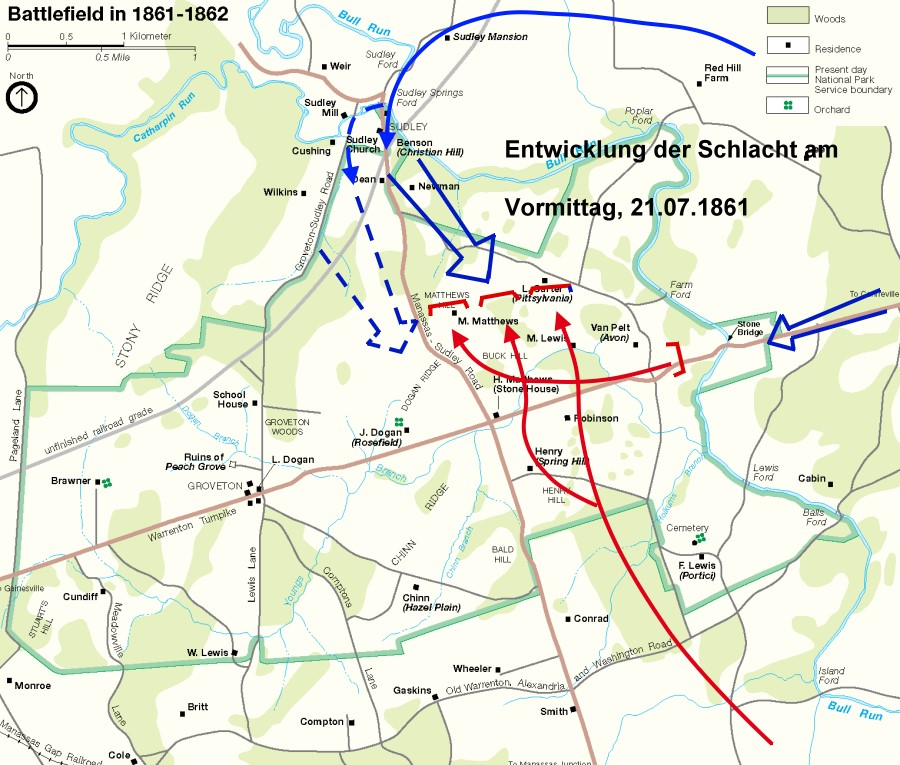
Lageentwicklung am Vormittag des 21. Juli 1861rot: konföderierte Truppen
blau: Unionstruppen

Die Brigade von Oberst Evans hatte sich in einer Linie zwischen dem Matthews House und der Sudley Road positioniert und befand sich so genau in der Stoßrichtung des Flankenangriffs der Nordstaatler. Nach Süden und Südosten öffnete sich im Rücken der Regimenter ein offenes Plateau bis zum Henry Hill. Evans konnte den anstürmenden Unionstruppen eine Stunde lang widerstehen, musste jedoch trotz Verstärkung durch die Brigaden Oberst Francis Stebbins Bartows und Brigadegeneral Barnard Elliott Bees (beide starben im Laufe der Schlacht am Bull Run) die Stellungen gegen 11:30 Uhr aufgeben. Auch die Unterstützung durch Hauptmann John Imbodens Artillerie konnte die sich ständig verlängernde Angriffslinie der Union nicht aufhalten. In völliger Auflösung erreichten die Brigaden Evans’, Bartows und Bees den Fuß des Henry Hills.
Dort war unter dem Kommando Brigadegeneral Thomas Jonathan Jacksons die gleichnamige Brigade in überhöhter Stellung vor einer langgestreckten Baumreihe in Stellung gegangen. Der ranghöchste Offizier der fliehenden Südstaatler, Brigadegeneral Bee, rief seinen Männern den folgenden berühmt gewordenen Satz zu:

“Look at Jackson’s brigade! It stands there like a stone wall”

„Seht auf Jacksons Brigade! Sie steht da wie eine Mauer!.“

Bis heute ist nicht geklärt, wie diese Äußerung gemeint war: aus Wut, dass Jackson keinen Entlastungsangriff unternahm oder aus Freude, weil Bee seine Soldaten geschützt hinter dem Henry Hill sammeln konnte. Fest steht, dass Jackson zu diesem Zeitpunkt nicht im Kampf stand, dass die Flucht aufgehalten und weiter aus Stellungen am Henry Hill gekämpft wurde. So erhielt Jackson seinen Spitznamen „Stonewall“, der als Ehrenname auch seiner Brigade verliehen wurde. Imbodens Artillerie musste große Verluste hinnehmen und verfügte über nur noch wenig Munition. Sie wichen jedoch nicht zurück bis weitere Artilleriegeschütze Jacksons Linie erreichten und ein weiteres Vorstoßen der Unionstruppen verlangsamten.

### Wendepunkt der Schlacht

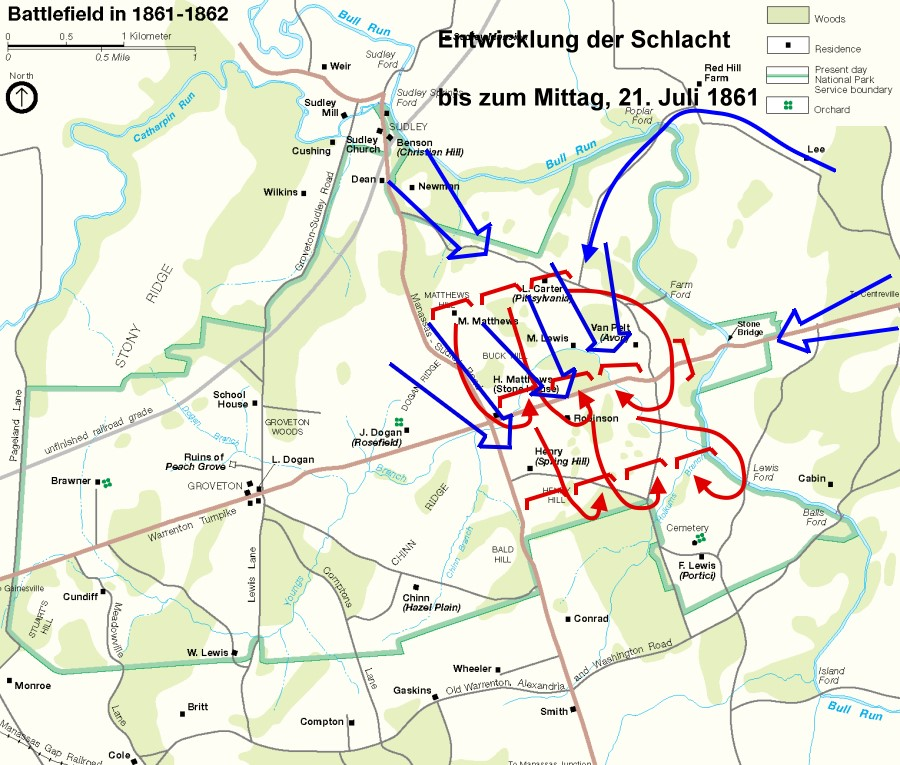
Lageentwicklung bis zum Mittag des 21. Juli 1861rot: konföderierte Truppen
blau: Unionstruppen

Die vorrückenden Unionstruppen hatten sich aus ihrer Flankenbewegung heraus entlang des Warrenton Turnpike und der Sudley Road bis zum Henry House aufgereiht und bedrohten die linke Flanke der Konföderierten. McDowell plante einen großen Angriff auf die rechte Flanke der Konföderierten und setzte dabei auf ein schnelles Vorstoßen der Division unter Tyler über den Bull Run hinweg. Dieser reagierte jedoch nur langsam.
Die erste von Tylers Brigaden, die die Steinbrücke überquerte, war die von Oberst William T. Sherman, der im Laufe des Krieges noch große Bekanntheit erlangen sollte. Die Brigade erlitt jedoch die größten Verluste der Unionstruppen während der Schlacht. Die Brigaden von Keyes wurden bei ihrem Vorstoß direkt von den Konföderierten abgefangen und als Brigadegeneral Robert Schenck einen Angriff einleitete, geschah dies bereits zu spät, um Wirkung zu zeigen. McDowell musste erkennen, dass sein geplanter Angriff fehlgeschlagen war. Ein zweiter schnell geplanter Angriff führte die Unionstruppen zwar bis nahe an Jacksons Stellungen heran, musste jedoch auch abgebrochen werden.
Kurz darauf tat McDowell den Konföderierten einen Gefallen, indem er seine Artillerie direkt an der Angriffslinie am Henry House in Stellung brachte. Ihr Feuer aus dieser Stellung stellte für Jackson keine große Gefahr dar; sie war darüber hinaus sehr verwundbar für schnell ausgeführte Gegenangriffe. Im Laufe der Schlacht wechselten die Geschütze fünfmal ihren Besitzer. Besonders den Kanonieren der Union wurden schwere Verluste zugefügt. Auch ihr Kommandeur Hauptmann James B. Ricketts, ein alter Bekannter Beauregards, wurde verletzt. Beauregard schickte seine eigenen Sanitäter zur Versorgung des gegnerischen Offiziers.

### Ungeordneter Rückzug der Union

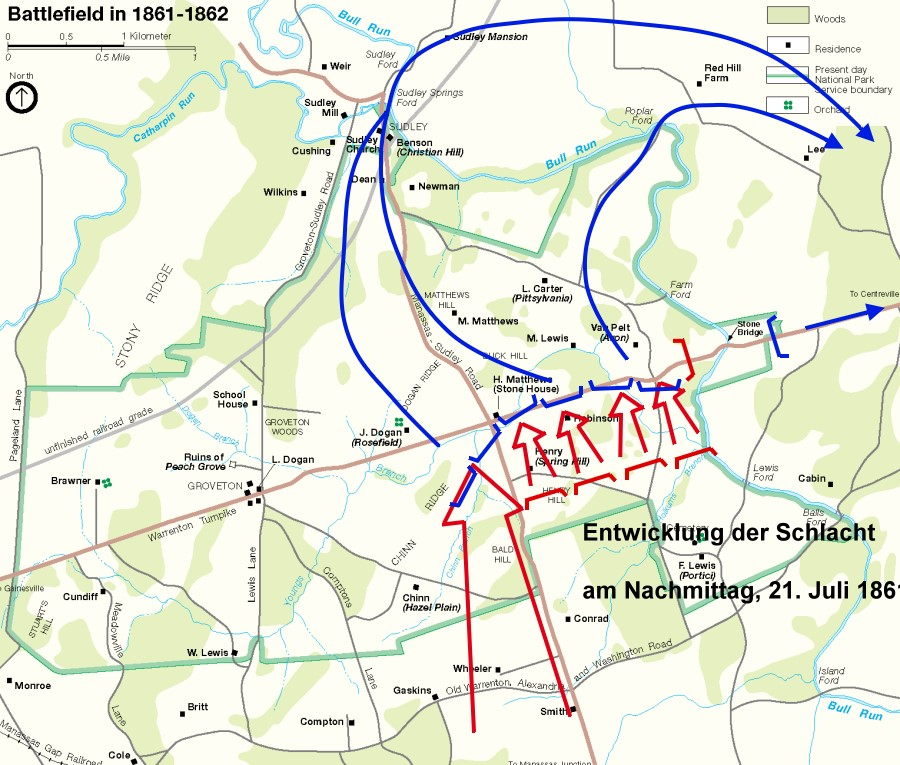
Lageentwicklung am Nachmittag des 21. Juli 1861rot: konföderierte Truppen
blau: Unionstruppen

Beauregard erkannte, dass er die Schlacht gewinnen würde, wenn er die Stellung am Henry Hill lange genug hielte. Zwischen 14:30 und 15:00 Uhr entschied er, die gesamte Verteidigungslinie in den Angriff übergehen zu lassen. Unterdessen waren mit der Eisenbahn weitere Verstärkungen der Shenandoah-Armee unter Brigadegeneral Joseph E. Johnston eingetroffen. Sie wurden unverzüglich in die Schlacht geworfen und griffen gemeinsam mit aus dem Süden herangeführten Brigaden von Beauregards Potomac-Armee die rechte Flanke der Unionstruppen an. Verwirrung stiftete dabei das 33. CS-Virginia-Infanterieregiment, das noch die blauen Uniformen des alten US-Heeres trug. Die Artillerie der Union zögerte, auf den Feind zu feuern, und wurde so überrannt.
Die Unionstruppen wichen dem Feind nun aus und zogen sich zunächst bis zum Steinhaus an der Kreuzung zwischen der Sudley Road und dem Warrenton Turnpike, dann weiter in nördlicher Richtung zum Bull Run zurück. Einige Truppenteile überquerten das Gewässer im Norden an der Sudley-Furt (Sudley Ford), andere im Nordosten an der Pappel-Furt (Poplar Ford). Die Truppen an der im Osten gelegenen Steinbrücke schlossen sich dem Rückzug in Richtung Centerville und Washington alsbald an.
Als eine Artilleriegranate eine Kutsche der Unionstruppen auf einer Brücke bei Centerville traf, entstand eine Panik unter den Einheiten. Aus einem bis dahin relativ geordneten Rückzug wurde eine überstürzte Flucht. Die Situation verschlimmerte sich durch schaulustige Zivilisten, die sich in der Nähe des Schlachtfeldes aufgehalten hatten. Angehörige der höheren Gesellschaftskreise aus dem nahe gelegenen Washington, die einen leichten Sieg der Union erwartet hatten, waren gekommen, um das Geschehen beim Picknicken zu beobachten, wurden aber jetzt ebenfalls von Panik ergriffen und blockierten mit ihren Kutschen die Straße nach Washington.
Die Konföderierten konnten die Flucht der Nordstaatler nicht zum Marsch auf Washington nutzen. Die Soldaten waren zu erschöpft, um eine Verfolgung der Unionstruppen aufzunehmen.

## Truppenstärke und Verluste
Auf Seiten der Union kämpften ca. 28.450 Soldaten, während die Konföderierten über insgesamt 32.230 Mann verfügten. Tatsächlich waren jedoch 18.572 Soldaten der Union und 18.053 Soldaten der Konföderation am Kampfgeschehen beteiligt. Die Verluste waren zwar verhältnismäßig gering, erschütterten jedoch beide Seiten: McDowell verlor 2708 Mann (davon 481 Gefallene, 1011 Verwundete und 1216 gefangen oder vermisst), Beauregard beklagte 1982 Mann (davon 387 Gefallene, 1582 Verwundete und 13 gefangen oder vermisst).

## Folgen
Die Erste Schlacht am Bull Run, in die beide Seiten große Hoffnungen für einen baldigen Ausgang des Krieges legten, war in ihren Ausmaßen und Folgen weder groß noch entscheidend. Die Verluste hielten sich in Grenzen und die strategische Situation beider Seiten hatte sich nicht wesentlich verändert. Der psychologische Effekt war jedoch groß. Die Niederlage der Union rüttelte die Regierung auf: Lincoln erkannte, dass die Konföderierten nicht in wenigen Tagen zu besiegen seien.
McDowell wurde als Oberbefehlshaber der Army of Northeastern Virginia abgesetzt und durch Generalmajor George B. McClellan ersetzt, der die Stärke der Armee bald auf 150.000 Mann erhöhte und sie vor ihrer nächsten großen Bewährungsprobe, dem Halbinsel-Feldzug, gut ausbilden ließ.
In der Nähe von Manassas besaß der Lebensmittelhändler Wilmer McLean eine Farm, auf der der konföderierte Brigadegeneral P.G.T. Beauregard sein Hauptquartier eingerichtet hatte. McLean besaß auch das Haus in Appomattox Court House, in dem am 9. April 1865 General Robert E. Lee gegenüber Ulysses S. Grant kapitulierte, was allgemein als das Ende des Bürgerkrieges angesehen wird. Daher kommt der Ausspruch, dass der Bürgerkrieg „in McLeans Vorgarten begann und in seinem Wohnzimmer endete“.